# 온양민속박물관 소장 금고
온양민속박물관 소장 금고(溫陽民俗博物館 所藏 金鼓)은 현재의 대한민국 아산 신수리에서 출토되었다고 전해지고 있는 금고이다. 2010년 7월 30일 충청남도의 유형문화재 제207호로 지정되었다.

## 개요
금고(金鼓)는 타악기의 일종으로 반자(飯子)나 금구(金口) 또는 정고(鉦鼓)라고도 부르며 용도는 불교의식에 사용되었으며 사찰의 종루나 당(堂) 앞 처마에 걸어두고 쳐서 울리는 불구(佛具)의 하나이다.
<온양민속박물관 소장 청동금고>는 아산 신수리에서 출토되었다고 전해지고 있다. 명문은 없으며 앞면은 당좌구, 중구, 외구의 3부분으로 구획되어 있고, 금고의 규모는 36.7x9.2cm이다. 금고 중앙 당좌구에 연꽃 열매가 있는 부분은 지름 8cm이고, 연꽃잎사귀는 4cm이다. 그 다음 중구는 4cm, 외구는 3cm이다. 각각을 구획하는 원형 무늬띠는 1cm이며 옆면의 두께는 9.2cm, 가운데 넓은 면은 3cm씩이고, 중앙과 가장자리의 무늬띠가 1cm이다. 뒷면은 뚫린 구멍이 넓어 지름이 27.8cm이고, 안쪽에 도톰한 부분은 0.7cm, 전의 두께는 7cm이다.
당좌구에는 중앙에 6개의 연꽃 열매가 있으며, 그 외곽에 두툼한 원이 둘러지고 마치 치마처럼 두겹 연잎이 12겹 싸고 있다. 연잎의 크기는 안쪽이 2.4cm이고 퍼진 바깥 부분이 3.7cm이다. 중구에는 연주원문 8개가 마치 삼각형처럼 쌓여 각각 4면에 배치되어 있다. 삼각형의 전체 크기는 밑면 4.5cm, 높이 3.5cm이다.
<온양민속박물관 소장 청동금고>의 앞면 문양의 배치라든지 뒷면 전의 너비 등은 12〜13세기 금고처럼 정형화되는 경향을 보이고 있다.

## 참고 자료
- 온양민속박물관 소장 금고 - 국가유산청 국가유산포털